# فاليبيترا
فاليبيترا هي كومونا تقع في العاصمة روما في منطقة لاتسيو الإيطالية، وتقع على بعد حوالي 60 كيلومترا (37 ميل) شرق روما، في منطقة مونتي سيمبرويني. تقع فاليبيترا على حدود البلديات التالية: كاميراتا نوفا، كابادوكيا، فيليتينو، جين، سوبياكو، تريفي نيل لاتسيو.

## المعالم السياحية الرئيسية
ملاذ سانتيسيما ترينيتا ، على الأرجح مستوطنة صخرية من العصر الحجري الحديث ، ثم مكانًا للعبادة الشعبية مرتبطًا بالأديرة البينديكتية في سوبياكو، وما زالت حتى يومنا هذا نهاية مناسك الحج التي تقودها الأقدام في كثير من الأحيان، و الهدف من العشق الشعبي هو لوحة جدارية تصور الثالوث ، ربما يرجع تاريخها إلى القرن الثاني عشر ، والتي لها تأثيرات بيزنطية قوية.

## روابط خارجية
- الموقع الرسمي